# Croton carpostellatus
Croton carpostellatus là một loài thực vật có hoa trong họ Đại kích. Loài này được B.L.León & Mart.Gord. mô tả khoa học đầu tiên năm 2008.